# Gilberte de Coral-Rémusat
La comtesse Gilberte de Coral-Rémusat née le 17 décembre 1903 à Paris et décédée à Lausanne le 19 octobre 1943 est une archéologue indépendante, historienne de l'Art orientale et écrivaine. Elle a exploré l'Indochine en 1928 et 1929 dans le cadre d'un tour du monde puis en 1935-1937 comme correspondante de l'Ecole Française d'Extrême-Orient (EFEO) et du musée Guimet. Fascinée par l'Inde et l'Indochine, elle a développé une relation étroite avec certains des plus éminents spécialistes d'Angkor de l'époque, notamment Victor Goloubew, Philippe Stern et Louis Finot. Avant sa mort à 39 ans seulement, elle a publié de nombreux essais sur les arts indiens et khmers, et a donné des conférences sur ces sujets à Paris, Budapest, Londres, Bruxelles, Hanoi, qui ont été salués par l'orientaliste George Coedes. Sa thèse de doctorat, L'Art Khmer, Les étapes de son évolution, a été publiée en 1940 et est devenue une référence pour tous les chercheurs de la civilisation khmère.

## Biographie
Gilberte de Coral-Rémusat née le 17 décembre 1903 à Paris, est la fille unique de Pierre, comte de Rémusat (1864-1946), et de Germaine Stieldorff (1881-1966). Gilberte représente la cinquième et dernière génération des « Rémusat toulousains », propriétaires du château de Lafitte-Vigordane dans le Comminges, circonscription de Muret en Haute-Garonne, depuis 1809.  Gilberte est de formation et de culture littéraires et s’identifie comme «  dévoreuse de livres ». Gilberte possédait, lisait et relisait ses ouvrages. 
Enfin, son auguste ancêtre, Charles de Rémusat (1797-1875) est une légende et un modèle pour son arrière-petite-fille qui, en confidence, avouait « je me surprends parfois en de vivantes conversations du regard avec lui, dont l’image s’anime pour moi, et pour tous les livres qu’il a aimés et placés lui-même sur les rayons de la bibliothèque…
Gilbert de Coral-Rémusat épouse à Lafitte (Tarn-et-Garonne) en 1923, Hugues, comte de Coral (1897-1963) dont la famille réside dans l’Ariège voisine. Le jeune couple s’installe au château des Rémusat à Lafitte, et Hugues devient un maire très apprécié, de 1929 à 1959, avec la seule interruption de la guerre.
À partir de 1933, Gilberte de Coral-Rémusat publie une série de chroniques dans lesquelles elle décrit les résultats obtenus par les recherches archéologiques dans l'Inde et dans l'Extrême-Orient, en s'appuyant particulièrement à faire connaître les travaux de l'École Française d'Extrême-Orient. Mme de Coral Rémusat publie une série d'articles consacrés à l'étude de l'évolution de l'Art Khmer. Ainsi décrit-elle la méthode inaugurée par M. Philippe Stern qui consiste « à éviter de considérer l'art khmer comme un tout, et ses variations comme des différences d'écoles... L'évolution doit surgir spontanément de l'examen approfondi des œuvres. A condition d'être très prudent et de rejeter ce qui peut provenir d'une mode passagère ou de la fantaisie individuelle, de ne se baser que sur des signes concordants (tel détail de costume toujours lié à tel traitement du visage ou de la chevelure par exemple) et figurant sur un nombre assez considérable d'œuvres, des types doivent émerger. Les différences entre ces types, si elles ne sont ni iconographiques, ni régionales, ont de fortes chances d'être des différences de temps ».
« Les thèmes ornementaux se transforment, écrit Mme de Coral Rémusat, naissent les uns des autres, suivant une progression logique et souple en même temps. Certaines ordonnances, résultant des transformations d'un motif, ne peuvent apparaître qu'à un stade d'évolution déterminé. Si, parfois, les artistes copient les modèles d'une période précédente, ils ne manquent pas de se trahir par des détails particuliers à leur époque. Lorsque la décoration d'un ou de plusieurs monuments offre des caractéristiques identiques à celles de la décoration d'un édifice daté, on est en droit de conclure que le ou les monuments en question sont approximativement contemporains de cet édifice ; ils sont évidemment antérieurs si leur décoration est moins évoluée, postérieurs si elle l'est davantage. »
Gilberte de Coral-Rémuzat fut correspondante à l'EFEO à plusieurs périodes 1935, 1938, 1941, 1944.
En 1935, une annonce est faite pour officialiser la nomination de Gilberte de Coral-Rémusat au 12 février 1935  comme correspondante pour l'EFEO, de ce fait, elle planifie un voyage en Indochine  : «Par arrêté du gouverneur général de l’Indochine en date du 12 février 1935, plusieurs savants français ont été nommés correspondants de l’École Française d’Extrême-Orient à Hanoï. Nous relevons parmi eux le nom de Mme Gilberte de Coral-Rémusat, attachée au Musée Guimet à Paris, et celui du docteur Sallet, médecin des troupes coloniales, en retraite à Toulouse. Nos compliments à nos deux compatriotes, dont les travaux d’érudition et les conférences sont si appréciés. » Et Gilberte de Coral-Rémusat d’écrire au Dr Albert Sallet : “Oui je suis très contente de ma nomination de correspondant de l’École. Elle me rapproche de vous tous et de l’Indochine. À propos, grande nouvelle je pars en mission en novembre ! Vous devinez ma joie. Le but de cette mission Stern / Coral-Rémusat  est de mettre au point nos travaux sur la chronologie des monuments khmers, chronologie que les gurus veulent bien approuver ! De mon côté je conférencie beaucoup en ce moment : à Guimet, au Louvre, à la Société Asiatique, c’est assez occupant ( ! )”
Malgré sa grave maladie, elle réussit cependant à dépouiller tout le manuscrit et à rédiger une préface pour l’édition définitive des Mémoires de ma vie de Charles de Rémusat, un ouvrage considérable de 2700 pages en 5 volumes, qui ne furent publiés, avec la préface de Gilberte, que de 1958 soit 83 ans après son décès à 1967. 
Gilberte a un destin singulier puisqu’elle choisit de devenir orientaliste, œuvrant comme archéologue, chercheur, historienne de l’art, de grande renommée, et brillante conférencière, spécialisée dans les arts de l’Asie du Sud-Est, et principalement en Inde, Indonésie, Cambodge, Tonkin et Annam. 
Elle effectue plusieurs campagnes de fouilles au Cambodge et participe au sauvetage des temples d'Angkor.
Gilberte de Coral-Rémusat est atteinte très jeune d’une maladie incurable, et elle décède à l’hôpital de Lausanne en 1943, deux mois avant son 40e anniversaire.